# Zouza radiosa
Zouza radiosa är en bönsyrseart som beskrevs av Giglio-tos 1907. Zouza radiosa ingår i släktet Zouza och familjen Liturgusidae. Inga underarter finns listade i Catalogue of Life.